# Ворошилова, Зинаида Ивановна
Зинаи́да Ива́новна Вороши́лова (урождённая Котельникова) (1924—2005) — работник советского птицеводства, начальник цеха клеточных несушек Серовской птицефабрики Свердловского треста «Птицепром», Герой Социалистического Труда (1971).

## Биография
Родилась 5 марта 1924 года в рабочем посёлке Верхний Уфалей Свердловского округа Уральской области РСФСР СССР (ныне город областного значения Челябинской области Российской Федерации) в семье учителей Ивана Васильевича и Евдокии Васильевны Котельниковых. Русская. В 1930 году семья Котельниковых переехала в город Надеждинск. Зинаида Ивановна училась в школе № 23. Она окончила девятый класс, когда началась Великая Отечественная война. С 1 июля 1941 года Зинаида Котельникова работала учеником токаря, затем токарем на военном заводе № 76, вытачивала снаряды для фронта. После окончания войны, в октябре 1945 года, она поступила в Ирбитский сельскохозяйственный техникум, получила специальность зоотехника. С 20 ноября 1947 года Зинаида Ивановна работала по специальности в Серовском райсельхозотделе, а через два года её направили в посёлок Сосьва Серовского района, где она трудилась ветеринарным фельдшером в районной ветлечебнице. В 1954 году она вернулась в Серов и в декабре была принята на должность зоотехника на Серовскую инкубаторную станцию.
В 1963 году правительство Свердловской области приняло решение об организации в деревне Вятчино на базе развалившегося колхоза «Красный Урал» Серовской птицефабрики. В сентябре 1963 года назначенный директором ещё несуществующего предприятия В. В. Гольцев пригласил на должность зоотехника одного из ведущих специалистов района З. И. Ворошилову. Серовская птицефабрика, приступившая к работе в ноябре 1963 года, начиналась с полуразрушенного птичника, ветхих и малоприспособленных для птицеводческой отрасли строений конного двора, крытого фургона, в котором разместилась контора предприятия, и 7 тысяч кур-несушек, но благодаря энтузиазму коллектива к началу 70-х годов XX века стала одной из лучших птицефабрик треста «Птицепром», способной обеспечивать растущие потребности Северного Урала в яйцах и мясе кур. Уже в следующем после открытия птицефабрики году на предприятии было получено в среднем по 120 яиц от каждой несушки, при аналогичном показателе по району 110 яиц. Не случайно, что Серовская птицефабрика стала экспериментальной площадкой для внедрения на отраслевых предприятиях Урала передового опыта советского птицеводства и новой техники. Прежде всего серовские птицеводы отказались от устаревшего напольного метода содержания птицы и перешли на клеточный метод. В октябре 1966 года З. И. Ворошилова возглавила главный цех предприятия — цех клеточных несушек. Под её руководством цех был полностью реконструирован. Процессы раздачи кормов, сбора яиц, поения птицы и уборки клеток были полностью механизированы. В цехе были установлены семь широкогабаритных клеточных птичников, что позволило увеличить количество кур-несушек до 170 тысяч. Если раньше одна птичница обслуживала 2 тысячи кур, то после реконструкции цеха это показатель составил 12—15 тысяч кур на одну птичницу.
Следующим этапом модернизации производства стала борьба за продуктивность птиц. При непосредственном участии З. И. Ворошиловой и главного зоотехника предприятия К. С. Маршуниной была осуществлена постепенная замена кур русской белой породы на белых леггорнов, что дало возможность получать от каждой курицы-несушки не менее 240 яиц. Одним из первых в тресте «Птицепром» цех Ворошиловой перешёл на метод сухого кормления птицы, который позволил существенно снизить издержки производства, а следовательно и себестоимость продукции.
Осуществлённые на Серовской птицефабрике мероприятия не замедлили сказаться на показателях предприятия в целом и основного цеха клеточных несушек в частности. Если на начало 8-й пятилетки серовские птицеводы производили в год 3 миллиона 822 тысячи яиц и 60 тонн куриного мяса, то к её окончанию показатели производства продукции достигли 36 миллионов яиц и 370 тонн мяса кур. Государственный план 8-й пятилетки был выполнен коллективом птицефабрики досрочно. В 1971 году за выдающиеся успехи в выполнении заданий 8-й пятилетки начальнику цеха клеточных несушек Серовской птицефабрики Ворошиловой Зинаиде Ивановне было присвоено звание Героя Социалистического Труда.
Зинаида Ивановна в должности начальника цеха продолжала плодотворно трудиться до 1983 года. Под её руководством коллектив цеха продолжал оставаться лучшим птицеводческим коллективом треста «Птицепром». Многие птичницы цеха были награждены высокими правительственными наградами и не раз демонстрировали свои успехи на ВДНХ. 1 августа 1983 года З. И. Ворошилова вышла на пенсию. Жила в посёлке Птицефабрика (бывшая деревня Вятчино). Скончалась 20 мая 2005 года. Похоронена в городе Серове.

## Награды
- Медаль «Серп и Молот» (1971)
- Орден Ленина (1971)